# Alfadle ibne Maruane
Alfadle ibne Maruane (em árabe: الفضل بن مروان; romaniz.: Al-Fadl ibn Marwan; c. 774–864) foi um oficial árabe cristão do Califado Abássida, que se tornou vizir sob o comando do califa Almotácime (r. 833–842). Foi o primeiro de uma série de oficiais cristãos iraquianos que viriam a desempenhar um papel significativo na administração do califado durante o século IX.

## Vida
Alfadle nasceu por volta de 774 e era cristão. Começou sua carreira no reinado de Harune Arraxide (r. 786–809) como um lacaio de Hartama ibne Aiane, na época chefe da guarda-costas califal. Seu talento administrativo chamou a atenção de Harune, que o nomeou secretário no divã do caraje (o "escritório do imposto territorial"). Durante a guerra civil que se seguiu à morte de Harune, Alfadle retirou-se para suas propriedades no Iraque. Foi lá que chamou a atenção de Abu Ixaque, o irmão mais novo do califa Almamune (r. 813–833) e o futuro califa Almotácime, que valorizava seu conhecimento especializado em tributação e agricultura. Em 828, Abu Ixaque levou-o ao Egito e o nomeou para chefiar o divã do caraje.
Durante a ausência de Almamune em campanha contra o Império Bizantino em 832-833, Alfadle permaneceu em Baguedade como representante do califa e foi ele quem fez o juramento de lealdade (baia) jurado a Almotácime quando chegaram notícias da morte de Almamune. Em setembro de 833, foi nomeado vizir com amplos poderes, mas suas tentativas de limitar os gastos e, especialmente, a generosidade do califa para com seus cortesãos, resultou em sua demissão em fevereiro de 836. Continuou a servir a Almotácime e seus sucessores como consultor em questões tributárias até sua morte em 864, com cerca de 90 anos.